# Lingua sandawe
La lingua sandawe è una lingua parlata nell'Africa orientale (Tanzania, regione di Dodoma), appartenente alla famiglia delle lingue khoisan. La lingua è conosciuta con diversi altri nomi (kisandawe, sandaui, sandawi).
La lingua sandawe si configura come un piccolo cluster di due forme dialettali, il bisa e il telha; per numero di parlanti (circa 40.000 nel 2000), risulta essere una delle più importanti lingue khoisan. La maggior parte dei parlanti è bilingue con altri linguaggi della zona, primo fra tutti lo swahili, per quanto ci siano anche dei parlanti monolingua.
Il sandawe è una lingua tonale; è contraddistinta (come tutte le lingue khoisan) dalla presenza di numerose consonanti clic (prodotte facendo schioccare la lingua contro il palato o contro i denti), per quanto siano meno frequenti che nelle altre lingue khoisan. La lingua viene scritta utilizzando un alfabeto latino; le consonanti clic di base vengono rese (a differenza di altre lingue khoisan e similmente a quanto avviene nello xhosa e nello zulu) con le consonanti x (clic laterale), q (clic postalveolare) e c (clic dentale).
Dal punto di vista classificatorio il sandawe costituisce un caso controverso; viene considerata da alcuni una lingua a sé stante ricompresa nella famiglia linguistica khoisan, da altri una lingua isolata. Secondo alcuni studi sembra essere filogeneticamente abbastanza vicina alle lingue del gruppo khoe (parlate in Botswana e Namibia). In particolare, le popolazioni parlanti le lingue khoe sembrerebbero essere originarie delle zone dell'Africa orientale dove viene oggi parlata la lingua sandawe.